# كأس الخليج للمنتخبات الأولمبية 2013
كأس الخليج للمنتخبات الأولمبية 2013 هي النسخة الخامسة من بطولة كأس الخليج للمنتخبات الأولمبية التي جرت في البحرين من 15 أغسطس إلى 24 أغسطس 2013. هذه أول نسخة تستضيفها البحرين. شاركت ست منتخبات. في النسخات الحالية فإنه تم تغيير مسماها إلى بطولة هواوي لمنتخبات الخليج الأولمبية لأسباب الرعاية. فاز بالبطولة منتخب البحرين المستضيف بعدما تغلب في المباراة النهائية على منتخب السعودية 1-0.

## القرعة
| المجموعة 1                                               | المجموعة 2              |
| -------------------------------------------------------- | ----------------------- |
| - البحرين (المستضيف) - الكويت - الإمارات العربية المتحدة | - عمان - قطر - السعودية |

## دور المجموعات

### المجموعة 1
| المنتخب                  | لعب | فاز | تعادل | خسر | له | عليه | الفارق | النقاط |
| ------------------------ | --- | --- | ----- | --- | -- | ---- | ------ | ------ |
| البحرين                  | 2   | 2   | 0     | 0   | 4  | 2    | +2     | 6      |
| الكويت                   | 2   | 0   | 1     | 1   | 3  | 4    | –1     | 1      |
| الإمارات العربية المتحدة | 2   | 0   | 1     | 1   | 1  | 2    | –1     | 1      |

| الإمارات العربية المتحدة | 1-0 | البحرين        |
| ------------------------ | --- | -------------- |
|                          |     | حمد الدخيل 21' |

| الكويت          | 1-1 | الإمارات العربية المتحدة |
| --------------- | --- | ------------------------ |
| شريدة شريدة 60' |     | سالم الرجيبي 50'         |

| البحرين                                                    | 2-3 | الكويت                                 |
| ---------------------------------------------------------- | --- | -------------------------------------- |
| عبد الله شلال 20' · عبد الله جوهر بخيت 31' · عبد الله يوسف |     | محمد الفهد 26' · عبد الرحمن الشمري 72' |

### المجموعة 2
| المنتخب  | لعب | فاز | تعادل | خسر | له | عليه | الفارق | النقاط |
| -------- | --- | --- | ----- | --- | -- | ---- | ------ | ------ |
| السعودية | 2   | 2   | 0     | 0   | 3  | 0    | +3     | 6      |
| عمان     | 2   | 1   | 0     | 1   | 3  | 2    | +1     | 3      |
| قطر      | 2   | 0   | 0     | 2   | 0  | 4    | –4     | 0      |

| السعودية         | 0-1 | قطر |
| ---------------- | --- | --- |
| صالح الجمعان 32' |     |     |

| عمان | 2-0 | السعودية                            |
| ---- | --- | ----------------------------------- |
|      |     | محمد إبراهيم 68' · إبراهيم طاهر 87' |

| قطر | 3-0 | عمان                                                                 |
| --- | --- | -------------------------------------------------------------------- |
|     |     | عبد الله صالح عبد الهادي 14' · بدر نصيب سالم · سامي خميس الحساني 90' |

## الدور النصف النهائي
| البحرين                           | 0-2 | عمان |
| --------------------------------- | --- | ---- |
| محمد خالد 66' · سيد أحمد جعفر 86' |     |      |

| السعودية                                     | 2-3 | الكويت                                  |
| -------------------------------------------- | --- | --------------------------------------- |
| صالح جمعان 16'، 37' · عبد الرحمن الغامدي 52' |     | فرج الزعيبي 64' · عبد الرحمن الشمري 69' |

## تحديد صاحب المركز الثالث
| الكويت | 0-0 (ب.و.إ.) | عمان |
| ------ | ------------ | ---- |
|        |              |      |

## المباراة النهائية
| البحرين       | 0-1 | السعودية |
| ------------- | --- | -------- |
| حسان جميل 31' |     |          |